# Penketh
Penketh – wieś w Anglii, w hrabstwie ceremonialnym Cheshire, w dystrykcie (unitary authority) Warrington. Leży 27 km na północny wschód od miasta Chester i 271 km na północny zachód od Londynu. W 2001 miejscowość liczyła 8699 mieszkańców.